# Jana Španělská
Jana Španělská (také Juana d´Austria nebo Johanna Habsburská či Rakouská, 24. června 1535, Madrid – 7. září 1573, El Escorial) byla španělská infantka, portugalská královna a posléze španělská regentka, dále historicky jediná žena mezi členy jezuitského řádu.

## Biografie

### Rodinný původ
Význam Jany Španělské tkví v jejích rodinných vztazích, neboť byla vnučkou, dcerou, matkou a sestrou králů. Narodila se na královském dvoře v Madridu jako třetí, nejmladší dcera ze sedmi dětí španělského krále a císaře Karla I. (V.) a Isabely Portugalské. Jejími prarodiči tak byli z otcovy strany kastilský královský pár Filip I. Sličný a Jana Kastilská a ze strany matčiny portugalský pár Manuel I. Portugalský a Marie Aragonská.
Byla sestrou španělského krále Filipa II. a byla regentkou během jeho nepřítomnosti v době, kdy dlel v Anglii za účelem sňatku s anglickou královnou Marií Tudorovnou v letech 1554–1556 a 1556–1559.

### Mládí
Jméno dostala Jana jednak podle data narození (24. června – svátek sv. Jana Křtitele), jednak na počest své babičky z otcovy strany. Ve čtyřech letech přišla o matku a byla svěřena do péče Leonor de Mascareñas. Dostalo se jí pečlivé výchovy a vzdělání, v osmi letech ovládala latinu a uměla hrát na hudební nástroje.

### Manželství a potomci
Dne 11. ledna 1552, v sedmnácti letech, se provdala v zastoupení v Toro za svého bratrance, portugalského prince následníka, Juana Manuela, tehdy teprve patnáctiletého.
Koncem listopadu roku 1552 přibyla Jana na portugalský královský dvůr. Manželství bylo krátké, trvalo jen něco málo přes jeden rok, neboť Juan Manuel předčasně zemřel na souchotiny již 2. ledna 1554. V té době byla Jana již ve vysokém stupni těhotenství a za necelé tři týdny po manželově smrti, 20. ledna, porodila pohrobka, budoucího portugalského krále:
- Sebastián (20. 1. 1554 LIsabon – 4. 8. 1578), jako Sebastián I. král portugalský a Algarve od roku 1577 až do své smrti, padl v bitvě u Ksár-el-Kebír v Maroku v boji proti saadskému sultánovi Mulajovi Abd al-Malikovi,[1] zemřel svobodný a bezdětný, pohřben v Lisabonském klášteře jeronymitů.[2]

Na žádost svého otce, který měl v úmyslu abdikovat, se vrátila do Španělska. Opustila Lisabon 17. května roku 1554, svěřivši dítě do péče své tchyně (jež byla současně také její tetou), portugalské královny Kateřiny Habsburské.

### Regentkou Španělska

Když se vrátila do Španělska, po návštěvě své babičky Jany Kastilské v Tordesillas převzala 12. července roku 1554 na madridském dvoře regentství země kvůli nepřítomnosti jak císaře, tak svého bratra a následníka trůnu, který odcestoval do Nizozemí a Anglie, aby se oženil s anglickou královnou Marií Tudorovnou. Zároveň se starala o výchovu svého synovce dona Carlose. Regentkou byla do roku 1559, kdy se Filip II. vrátil definitivně do Španělska.
Zhostila se tohoto úkolu obdivuhodně s osobním nasazením a důvtipem, řešivši úspěšně těžké vojenské, náboženské i politické problémy těchto let. Dokázala se obklopit spolehlivými osobnostmi, z nichž mnohé byly portugalského původu, přišedší do Kastilie jako doprovod její matky, císařovny Isabely (jako např. budoucí kníže de Eboli, Ruy Gómez de Silva, jenž byl jednou z postav tzv. „partido ebolista – ebolistické strany“ kolem infantky, jedné ze dvou skupin na dvoře Filipa II., charakterizované tolerancí a smířlivostí, především v náboženských otázkách; v opozici stála tzv. „partido albista – strana albistická“ spjatá s vévodou z Alby).
Jana Španělská se podruhé neprovdala. Nikdy se již nevrátila do Portugalska a svého syna tak již nikdy neviděla, třebaže s ním udržovala rozsáhlou korespondenci až do své smrti v roce 1573. Ve Španělsku se dochovala řada obrazů Sebastiána v různém věku, které princeznu informovaly o jeho vývoji.
Na doporučení svého zpovědníka Františka Borgii založila Jana v roce 1557 Convento de Nuestra Señora de la Consolación (klášter Naší paní útěchy) pro řád klarisek v paláci v Madridu, kde se narodila (je zván také Convento de las Descalzas Reales); dále pak v Alcalá de Henares Real Colegio de San Agustín (Královská kolej sv. Augustina).
V roce 1559, po návratu Filipa II., se stáhla z politického života, aby se věnovala stále více životu náboženskému, třebaže stále měla mocný vliv ve straně ebolistů. Až do smrti vedla způsob života, který započala tohoto roku: zpola religiózní, zpola dvorský. Zemřela v El Escorialu ve věku 38 let 7. září roku 1573. Pochována byla v klášteře, který založila.

## Jana, žena jezuita

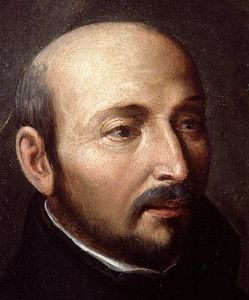
Ignác z Loyoly, zakladatel jezuitů, přítel Jany Španělské

Význam Jany Španělské v historii spočívá nejen v její roli, kterou sehrála jako regentka španělské monarchie v době, kdy politika byla ženám zapovězena. Významná je i její role v Tovaryšstvu Ježíšově, kde byla jedinou ženou, jež se stala členkou tohoto povýtce mužského řeholního řádu. Jana byla s tímto řádem velmi silně svázána přes svého zpovědníka Františka Borgiu a přes Ignáce z Loyoly, který byl jejím osobním přítelem.
V letních měsících roku 1554 u právě jmenované regentky pod vlivem Francisca de Borja vyklíčila idea vstoupit do nově založeného Tovaryšstva Ježíšova; Borja sdělil regentčino rozhodnutí Ignácovi z Loyoly. Způsobilo jim to velký problém, neboť ženám bylo zapovězena možnost do nedávno založeného řádu vstoupit.
Tovaryšstvo Ježíšovo je totiž jedním z mála řádů, které nemají ženskou odnož. Vychází to z jeho charakteru, kde hraje velkou roli poslušnost, disciplína i misijní činnost, často ve velmi svízelných a nebezpečných podmínkách. Ignác z Loyoly byl od samého počátku proti vzniku ženské odnože řádu, přesto v roce 1545 na žádost papeže Pavla III. přijal slib Isabely Roser a jejích dvou družek, které měly dát vzniku řádu jezuitek. Experiment však trval jen dva roky a skončil nezdarem a v roce 1547 na popud Ignáce z Loyoly Pavel III. vydal list zakazující jezuitům péči o ženská shromáždění.
V čilé korespondenci ohledně této záležitosti figurovala regentka pod pseudonymem Mateo Sánchez (třebaže v dopisech pozdějších užívala pseudonym Montoya), aby její záměry nevyšly najevo; svůj záměr tajila především před otcem a bratrem, kteří by nepochybně byli proti němu, neboť by znemožnil využít Janinu osobu v rámci dynastické sňatkové politiky.
Postavení jezuitů ve Španělsku bylo tehdy velmi svízelné – byli v konfliktu s dominikánským řádem a různé politické ataky znesnadňovaly normální rozvoj Tovaryšstva.
Dne 26. října 1554 se díky Ignácovi z Loyoly uskutečnila porada o možnosti přijmout do řádu Matea Sáncheze. Žádost regentky byla vysoce mimořádná a nestandardní, bylo nutno brát v úvahu na jedné straně její význam a vliv ve státě, tak na druhé straně to, že mladá vdova, možný nástroj sňatkové politiky Habsburků, může vstupem do řádu vyvolat hněv své rodiny. Otcové jezuité se nakonec rozhodli dovolit Mateu Sánchezovi vyslovit slova žáka Tovaryšstva Ježíšova ve smyslu části V „Zásad“ řádu: Jana byla přijata do řádu jako „věčný scholastik“, tj. jezuita, který navždy zůstane ve fázi formace a nikdy nesloží svatý slib. Vzhledem k výše uvedeným skutečnostem až do Janiny smrti její příslušnost k řádu byla chována v tajnosti. Na všechny jezuity, kteří věděli o jejím vstupu do řádu, byl vložen slib mlčenlivosti a zachování tajemství. Její život se vstupem do řádu radikálně nezměnil – španělský dvůr byl proslulý svou strohostí, nebylo tedy nesnadné dodržovat slib chudoby. Jana dodržela také slib čistoty, nikdy se již neprovdavši.
Regentce, ženě teprve devatenáctileté, doručil rozhodnutí Ignác z Loyoly 3. ledna 1555. Jana pak měla možnost z titulu svého vysokého postavení tento velký dluh vracet a pomáhat řádu:
- zasáhla s královskou autoritou při perzekuci jezuitů v Zaragoze;
- bránila je proti útokům dominikána Melchora Cana;
- působila na císaře a na svého bratra Filipa, aby dovolili jezuitům etablovat se ve Flandrách;
- pomáhala při založení jezuitské koleje ve Valladolidu a v belgické Lovani;
- pomáhala při reformě ženských klášterů ve Španělsku podle Ignácových pokynů;
- doporučila Tovaryšstvo Ježíšovo papeži Pavlu IV.;
- intervenovala ve prospěch jmenování Františka Borgii kardinálem (před zákazem jezuitům přijímat církevní hodnosti).

Podle četných zpráv posílaných do Říma je zjevné, že jezuité měli vážný zájem o příslušnost princezny Jany ke svému řádu, třebaže byla jediná svého druhu a byla držena v tajnosti.

## Vývod z předků
|                |                           |  |                       |                      |  |  |  |  |  |  |  | Fridrich III. Habsburský |
|                |                           |  |                       |                      |  |  |  |  |  |  |  |                          |
|                | Maxmilián I. Habsburský   |  |                       |                      |  |  |  |  |  |  |  |                          |
|                |                           |  |                       |                      |  |  |  |  |  |  |  |                          |
|                |                           |  |                       | Eleonora Portugalská |  |  |  |  |  |  |  |                          |
|                |                           |  |                       |                      |  |  |  |  |  |  |  |                          |
|                | Filip I. Kastilský        |  |                       |                      |  |  |  |  |  |  |  |                          |
|                |                           |  |                       |                      |  |  |  |  |  |  |  |                          |
|                |                           |  |                       | Karel Smělý          |  |  |  |  |  |  |  |                          |
|                |                           |  |                       |                      |  |  |  |  |  |  |  |                          |
|                | Marie Burgundská          |  |                       |                      |  |  |  |  |  |  |  |                          |
|                |                           |  |                       |                      |  |  |  |  |  |  |  |                          |
|                |                           |  |                       | Isabella Bourbonská  |  |  |  |  |  |  |  |                          |
|                |                           |  |                       |                      |  |  |  |  |  |  |  |                          |
|                | Karel V.                  |  |                       |                      |  |  |  |  |  |  |  |                          |
|                |                           |  |                       |                      |  |  |  |  |  |  |  |                          |
|                |                           |  |                       | Jan II. Aragonský    |  |  |  |  |  |  |  |                          |
|                |                           |  |                       |                      |  |  |  |  |  |  |  |                          |
|                | Ferdinand II. Aragonský   |  |                       |                      |  |  |  |  |  |  |  |                          |
|                |                           |  |                       |                      |  |  |  |  |  |  |  |                          |
|                |                           |  |                       | Jana Enríquezová     |  |  |  |  |  |  |  |                          |
|                |                           |  |                       |                      |  |  |  |  |  |  |  |                          |
|                | Jana I. Kastilská         |  |                       |                      |  |  |  |  |  |  |  |                          |
|                |                           |  |                       |                      |  |  |  |  |  |  |  |                          |
|                |                           |  |                       | Jan II. Kastilský    |  |  |  |  |  |  |  |                          |
|                |                           |  |                       |                      |  |  |  |  |  |  |  |                          |
|                | Isabela I. Kastilská      |  |                       |                      |  |  |  |  |  |  |  |                          |
|                |                           |  |                       |                      |  |  |  |  |  |  |  |                          |
|                |                           |  |                       | Isabela Portugalská  |  |  |  |  |  |  |  |                          |
|                |                           |  |                       |                      |  |  |  |  |  |  |  |                          |
| Jana Španělská |                           |  |                       |                      |  |  |  |  |  |  |  |                          |
|                |                           |  |                       |                      |  |  |  |  |  |  |  |                          |
|                |                           |  | Eduard I. Portugalský |                      |  |  |  |  |  |  |  |                          |
|                |                           |  |                       |                      |  |  |  |  |  |  |  |                          |
|                | Ferdinand, vévoda z Viseu |  |                       |                      |  |  |  |  |  |  |  |                          |
|                |                           |  |                       |                      |  |  |  |  |  |  |  |                          |
|                |                           |  |                       | Eleonora Aragonská   |  |  |  |  |  |  |  |                          |
|                |                           |  |                       |                      |  |  |  |  |  |  |  |                          |
|                | Manuel I. Portugalský     |  |                       |                      |  |  |  |  |  |  |  |                          |
|                |                           |  |                       |                      |  |  |  |  |  |  |  |                          |
|                |                           |  |                       | Jan Portugalský      |  |  |  |  |  |  |  |                          |
|                |                           |  |                       |                      |  |  |  |  |  |  |  |                          |
|                | Beatrix Portugalská       |  |                       |                      |  |  |  |  |  |  |  |                          |
|                |                           |  |                       |                      |  |  |  |  |  |  |  |                          |
|                |                           |  |                       | Isabela z Braganzy   |  |  |  |  |  |  |  |                          |
|                |                           |  |                       |                      |  |  |  |  |  |  |  |                          |
|                | Isabela Portugalská       |  |                       |                      |  |  |  |  |  |  |  |                          |
|                |                           |  |                       |                      |  |  |  |  |  |  |  |                          |
|                |                           |  |                       | Jan II. Aragonský    |  |  |  |  |  |  |  |                          |
|                |                           |  |                       |                      |  |  |  |  |  |  |  |                          |
|                | Ferdinand II. Aragonský   |  |                       |                      |  |  |  |  |  |  |  |                          |
|                |                           |  |                       |                      |  |  |  |  |  |  |  |                          |
|                |                           |  |                       | Jana Enríquezová     |  |  |  |  |  |  |  |                          |
|                |                           |  |                       |                      |  |  |  |  |  |  |  |                          |
|                | Marie Aragonská           |  |                       |                      |  |  |  |  |  |  |  |                          |
|                |                           |  |                       |                      |  |  |  |  |  |  |  |                          |
|                |                           |  |                       | Jan II. Kastilský    |  |  |  |  |  |  |  |                          |
|                |                           |  |                       |                      |  |  |  |  |  |  |  |                          |
|                | Isabela I. Kastilská      |  |                       |                      |  |  |  |  |  |  |  |                          |
|                |                           |  |                       |                      |  |  |  |  |  |  |  |                          |
|                |                           |  |                       | Isabela Portugalská  |  |  |  |  |  |  |  |                          |
|                |                           |  |                       |                      |  |  |  |  |  |  |  |                          |